# 타주라만

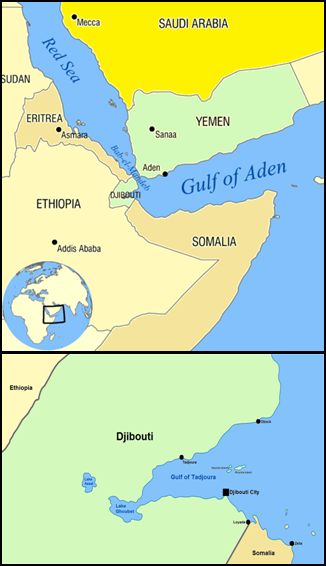
타주라 만의 위치

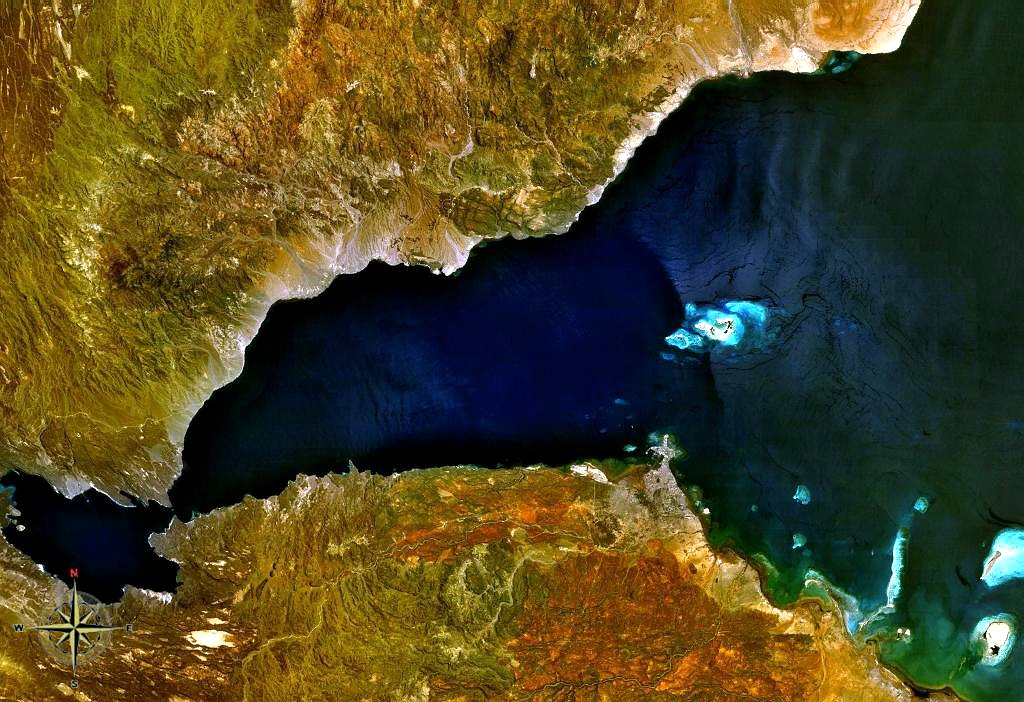
위성에서 본 타주라 만

타주라 만(아랍어: خليج تدجورا)는 아프리카의 뿔과 접한 인도양의 만으로, 바브엘만데브 해협 남쪽 또는 홍해 입구에 위치한다. 해안선 대부분은 지부티의 영해이며 해안선 남쪽의 일부는 소말리아의 영해이다.
타주라 만과 접한 항구 도시로 오보크와 타주라, 지부티가 있다.